# Aldo da Rosa
Aldo Weber Vieira da Rosa, född 15 november 1917 i Florianópolis, död 8 juni 2015 i Palo Alto, USA, var en brasiliansk ingenjör, brigadchef för det brasilianska flygvapnet och professor emeritus vid Stanford University, USA.

## Biografi
Da Rosa föddes i Florianópolis, Brasilien. Efter examen från Brazilian Military Academy och Escola Militar do Realengo, båda i Rio de Janeiro, gick han in i Brasiliens flygvapen. I början av 1940-talet var han stationerad i USA som en del av ett militärt kooperativt program, och under denna tid flyttades han från Washington, D.C., till Alameda Naval Air Station i San Francisco Bay Area. Detta gav honom möjlighet att gå på Stanford University för första gången och studera elektroteknik. Även om han inte hade en grundexamen, gjorde hans tekniska erfarenhet det möjligt för honom att bli antagen till forskarutbildningen. Han avslutade en elektroingenjörsexamen och ungefär samtidigt, 1944, gifte han sig med Stanford-studenten Aili Ranta (M.S., 1943) och flyttade till Harvard University. 1945 flyttade Aldo tillbaka till Brasilien med sin nya fru.
Under de följande tjugo åren var da Rosa utomordentligt aktiv i den begynnande flygindustrin i Brasilien, medan han fortfarande var knuten till det brasilianska flygvapnet. Från 1945 till 1951 grundade han och var den första chefen för forsknings- och standardiseringsavdelningen för Diretoria de Rotas Aéreas (den brasilianska FAA). Sedan, från 1952 till 1953, var han docent i elektronik vid ITA, en ingenjörshögskola i São José dos Campos.

### Universitetsundervisning
Da Rosa drog sig tillbaka från det brasilianska flygvapnet som brigadgeneral 1965 och avslutade sin doktorsexamen i Stanford i elektroteknik 1966 under Owen Garriott. Hans forskning involverade den första fullfysikmodellen av elektronfördelningen i jonosfären, inklusive termiska processer, för att beskriva elektron- och jontemperaturerna. Denna modell förutspådde det totala elektroninnehållet i jonosfären, som först mättes vid Stanford University med hjälp av radiosignaler från Sovjetunionens Sputnik, ett särskilt viktigt ämne vid den tiden, med tanke på den växande konkurrensen i rymden mellan USA och Sovjetunionen. Da Rosa utsågs till forskarassistent 1966 och sedan senior forskarassistent (1969–1980) och blev professor i elektroteknik 1980. Under denna tid gick hans intressen gradvis mer till grunderna för energiprocesser och förnybar energi. Hans kurser om förnybar energi uppskattades mycket av eleverna och han fortsatte att undervisa i dessa energikurser till 2011, långt efter att han hade gått i pension 1983. Da Rosa lockade ett stort antal studenter till sina klasser i förnybar energi på Stanford university. Han föreläste om ämnen inom förnybar energi, med tonvikt på klassisk fysik.

### Mastersimmare
Da Rosa, som var en aktiv mastersimmare, slog 99 nationella rekord och 37 världsrekord. Han har för närvarande fortfarande världsrekorden i åldersgruppen 85-89 på 200 meter IM och 200 meter bröstsim. Han valdes in i International Masters Swimming Hall of Fame 2004.

### Utmärkelse
I mars 2010 tilldelades da Rosa Grã-Cruz da Ordem Nacional do Mérito Científico, en ära som tilldelades av Brasiliens president till brasilianska och utländska personligheter erkända för deras vetenskapliga och tekniska bidrag till vetenskapens sak och utveckling i Brasilien.

### Död
Da Rosa dog i Palo Alto, Kalifornien, vid 97 års ålder, den 8 juni 2015.